# Argyrodes chiriatapuensis
Argyrodes chiriatapuensis là một loài nhện trong họ Theridiidae.
Loài này thuộc chi Argyrodes. Argyrodes chiriatapuensis được Benoy Krishna Tikader miêu tả năm 1977.